# Gaspare Gabrielli
Gaspare Gabrielli, né en 1770 à Rome et mort vers 1828/1833 dans la même ville, est un peintre italien, actif dans la peinture de paysages terrestres et marins dans un style néoclassique. Il travaille pendant de nombreuses années à Dublin, en Irlande. Il est un témoin clé dans l'affaire adultère de Cloncurry en 1807, où il fournit des preuves convaincantes de la liaison de Lady Cloncurry avec Sir John Piers.

## Biographie
Gaspare Gabrielli est recruté en Irlande par le baron Cloncurry en 1805 pour décorer la maison de campagne de la famille, aujourd'hui appelée Lyons Demesne dans le comté de Kildare. Le baron importe également  des cargaisons de trésors classiques d' Italie.
Le séjour d'Olmson à Lyons n'est pas sans romance ni controverse. La romance, c'est que Gaspare Gabrielli épouse la femme de chambre de Lady Cloncurry ; la controverse, c'est qu'il est appelé à témoigner dans un procès pour adultère très médiatisé en 1807 par le baron Valentine Cloncurry contre Sir John Bennett Piers, 6e baronnet, pour avoir entretenu une liaison avec Lady Georgiana Cloncurry au vu et au su de Gaspare Gabrielli alors qu'il travaillait sur ses fresques. Les décorations peintes dans la maison sont "La baie de Dublin" (salle à manger) et "Vues d'Herculanum" en panneaux dans le petit salon.
Gaspare Gabrielli peint également des fresques au château de Tandragee pour le duc de Manchester, et dans le salon du numéro 41 de North Great George's Street. Dans les "Excursions à travers l'Irlande" de Cromwell, publiées en 1820, on trouve deux planches tirées de dessins de Gabrielli : " Carlow Castle " et " Drimnagh Castle ". À Dublin, Gaspare Gabrielli est actif en tant que peintre paysagiste, participant à diverses expositions entre 1809 et 1814, et occupant le poste de vice-président de la Society of Artists of Ireland en 1811. En 1819, il retourne en Italie et, bien qu'il ait envoyé quelques tableaux en Irlande, il ne semble pas y être retourné.
Gaspare Gabrielli meurt vers 1833.